# Catochrysops perakana
Catochrysops perakana är en fjärilsart som beskrevs av Corbet 1938. Catochrysops perakana ingår i släktet Catochrysops och familjen juvelvingar. Inga underarter finns listade i Catalogue of Life.